# کندال (شوط)
کندال(شوط)، روستایی از توابع بخش مرکزی شهرستان شوط در استان آذربایجان غربی ایران است.

## جمعیت
این روستا در دهستان قره‌قویون شمالی قرار دارد و براساس سرشماری مرکز آمار ایران در سال ۱۳۸۵، جمعیت آن ۴۴۱ نفر (۱۰۲خانوار) بوده‌است.